# Morphisme séparé
En géométrie algébrique, les schémas ne sont généralement pas séparés pour la topologie de Zariski. La notion de schémas séparés, ou plus généralement de morphismes séparés pallie ce défaut et permet de transposer certaines propriétés d'unicité des espaces topologiques séparés vers les schémas séparés.
Dans la première édition des EGA, les schémas étaient appelés des préschémas et les schémas séparés des schémas. Cette convention a été abandonnée depuis.

## Une caractérisation des espaces topologiques séparés
Soit {\displaystyle X} un espace topologique. Alors il est séparé si et seulement la diagonale {\displaystyle \{(x,x)\in X\times X\}} de {\displaystyle X\times X} est fermée dans {\displaystyle X\times X} (ce dernier étant muni de la topologie produit). Ce qui rend un schéma non séparé pour sa topologie de Zariski est qu'en fait la topologie de Zariski sur {\displaystyle X\times X} n'est pas la topologie produit. 

## Définition
Soit {\displaystyle X\to S} un morphisme de schémas. Soient {\displaystyle p,q\colon X\times _{S}X\to X} les projections du produit fibré de {\displaystyle X} par lui-même sur ses composantes. Par la propriété universelle du produit, il existe un unique morphisme de {\displaystyle S}-schémas {\displaystyle \Delta _{X/S}\colon X\to X\times _{S}X} tel que {\displaystyle p\circ \Delta _{X/S}={\rm {Id}}_{X}=q\circ \Delta _{X/S}}. Ce morphisme est appelé le morphisme diagonal de {\displaystyle X} sur {\displaystyle S}. Son image est appelé la diagonale de {\displaystyle X\times _{S}X}. 
Un morphisme séparé est un morphisme de schémas {\displaystyle X\to S} tel que la diagonale de {\displaystyle X\to X\times _{S}X} est une partie fermée.
On dit qu'un {\displaystyle S}-schéma {\displaystyle X} est séparé si son morphisme structural {\displaystyle X\to S} est séparé.
Un schéma séparé est un schéma {\displaystyle X} tel que le morphisme canonique {\displaystyle X\to {\rm {Spec}}\ \mathbb {Z} } est séparé.
Exemples
- Tout schéma affine est séparé.
- Le recollement de deux copies {\displaystyle X_{1},X_{2}} de la droite affine le long de l'ouvert {\displaystyle X_{i}\setminus \{0\}} est un schéma non-séparé.

## Propriétés
- Les immersions fermées et les immersions ouvertes sont des morphismes séparés.
- (changement de base) Si {\displaystyle X\to S} est séparé, alors pour tout {\displaystyle T\to S}, le changement de base {\displaystyle X\times _{S}T\to T} est séparé.
- Le produit fibré {\displaystyle X\times _{S}Y} de {\displaystyle S}-schémas séparés est un {\displaystyle S}-schéma séparé.
- La composition de morphismes séparés est séparée.
- On a l'équivalence des propriétés :

1. {\displaystyle X} est séparé ;
2. il existe un morphisme séparé {\displaystyle X\to {\rm {Spec}}\ A} vers un schéma affine ;
3. tout morphisme {\displaystyle X\to {\rm {Spec}}A} est séparé.

Proposition — Soient {\displaystyle \scriptstyle f,g\colon X\to Y} des morphismes de schémas avec  {\displaystyle X} réduit et  {\displaystyle Y} séparé. S'il existe une partie ouverte dense  {\displaystyle U} de  {\displaystyle X} telle que  {\displaystyle f|_{U}=g|_{U}}, alors  {\displaystyle f=g}.
- Soit {\displaystyle f\colon X\to Y} un morphisme de {\displaystyle S}-schémas avec {\displaystyle Y} séparé sur {\displaystyle S}. Alors le graphe de {\displaystyle f} est une partie fermée de {\displaystyle X\times _{S}Y}. Le graphe de {\displaystyle f} est par définition l'image du morphisme {\displaystyle ({\rm {Id}}_{X},f)\colon X\to X\times _{S}Y} (qui intuitivement envoie {\displaystyle x} sur {\displaystyle (x,f(x))}, ce qui est d'ailleurs rigoureusement exact au niveau des {\displaystyle T}-points {\displaystyle X(T)\to X(T)\times Y(T)}).
- Un groupe algébrique est toujours séparé.

## Référence
Alexandre Grothendieck et Jean Dieudonné, Éléments de géométrie algébrique, coll. « GMW » (no 166), Springer-Verlag, 1971, chap. I